# Titus Buberník
Titus Buberník (Pusztafödémes, 1933. október 12. – 2022. március 27.) csehszlovák válogatott szlovák labdarúgó.
A csehszlovák válogatott tagjaként részt vett az 1958-as és az 1962-es világbajnokságon, illetve az 1960-as Európa-bajnokságon.

## Sikerei, díjai
ČH Bratislava
- Csehszlovák bajnok (1): 1958–59

Csehszlovákia
- Európa-bajnoki bronzérmes (1): 1960
- Világbajnoki döntős (1): 1962